# Kökömeren
Il Kökömeren (in kirghiso Көкөмерен?, in russo Кёкёмерен?, Këkëmeren) è un fiume del Kirghizistan, tributario di destra del Naryn. Scorre attraverso le regioni di Čuj, Naryn e Žalalabad.

## Descrizione
Il fiume è formato dalla confluenza dei fiumi Suusamir, che ha origine dai monti Suusamir-Too e Talas Alataū, da destra, e, da sinistra, il Batiş Karakol (Karakol occidentale) che proviene dall'Alatau kirghiso. Ha una lunghezza di 199 km, l'area del suo bacino è di 10 400 km². La portata media a lungo termine è di 80,3 m³/s. Il fiume gela da ottobre-novembre, fino a marzo-aprile. Il suo maggior affluente è il Cumgal (Жумгал суусу), lungo 96 km.